# Fusarium polyphialidicum
Fusarium polyphialidicum är en svampart som beskrevs av Marasas, P.E. Nelson, Toussoun & P.S. van Wyk 1986. Fusarium polyphialidicum ingår i släktet Fusarium och familjen Nectriaceae.   Inga underarter finns listade i Catalogue of Life.